# Stanhopea shuttleworthii
Stanhopea shuttleworthii är en orkidéart som beskrevs av Heinrich Gustav Reichenbach. Stanhopea shuttleworthii ingår i släktet Stanhopea och familjen orkidéer. Inga underarter finns listade i Catalogue of Life.

## Bildgalleri

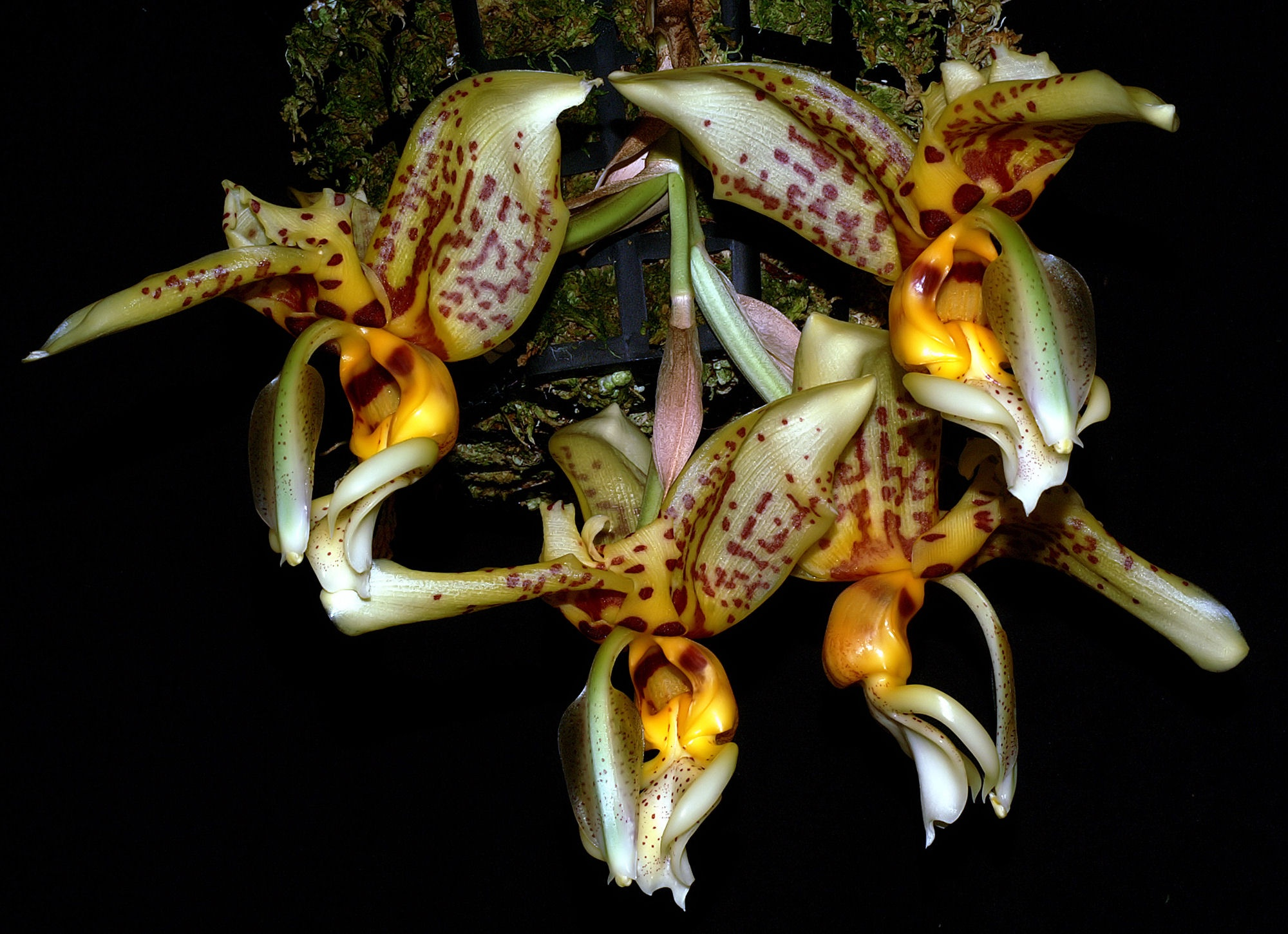
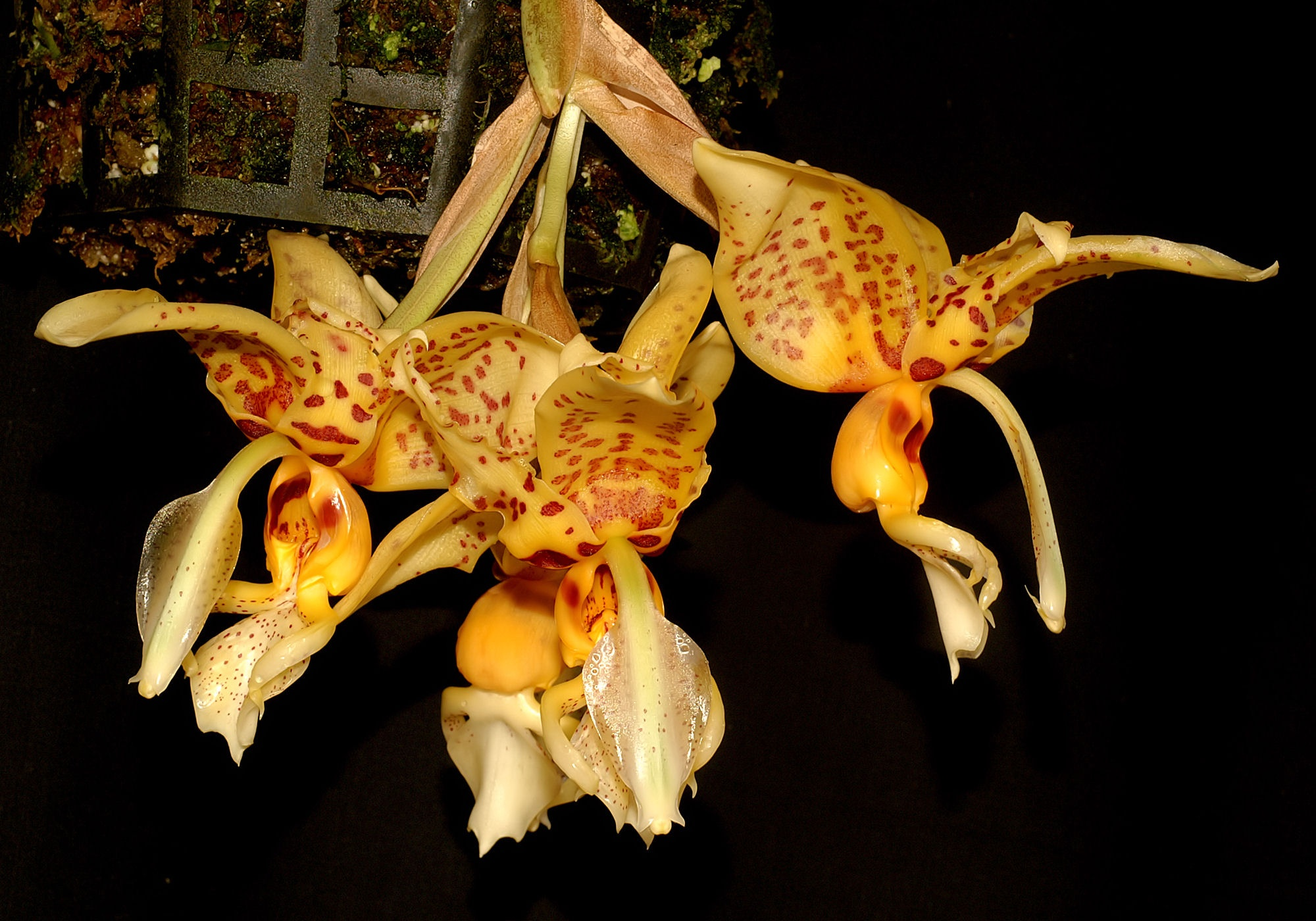
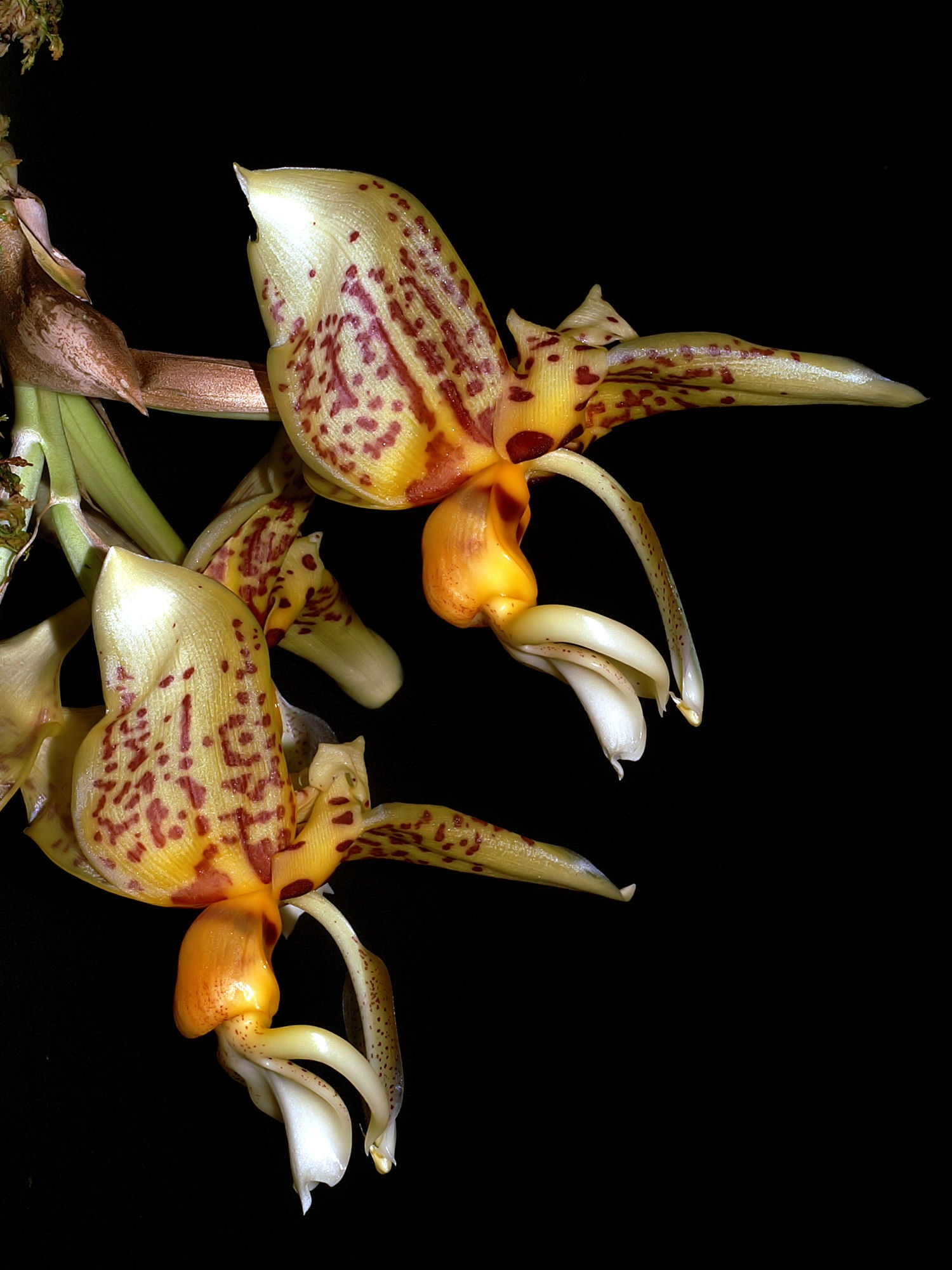
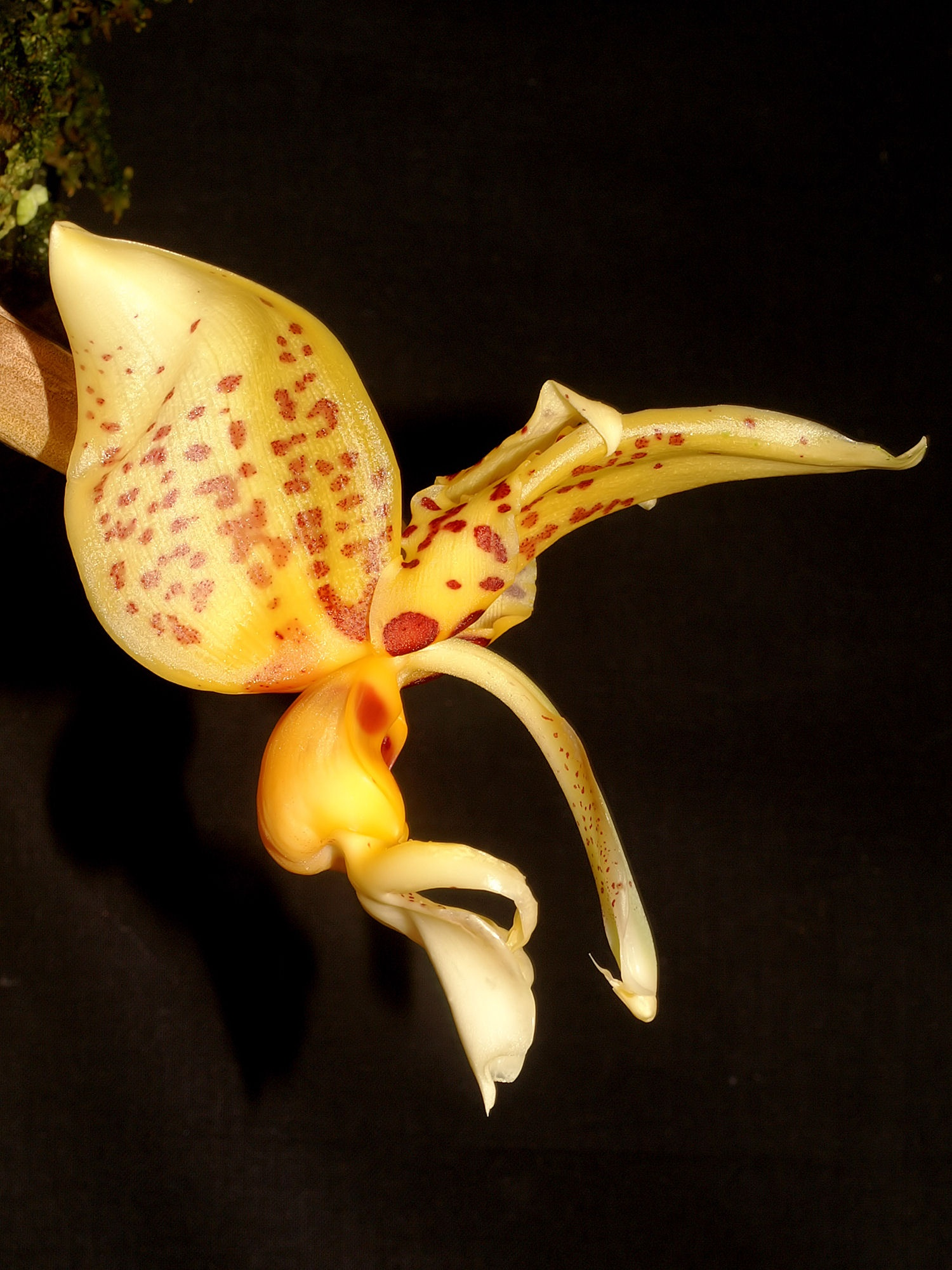
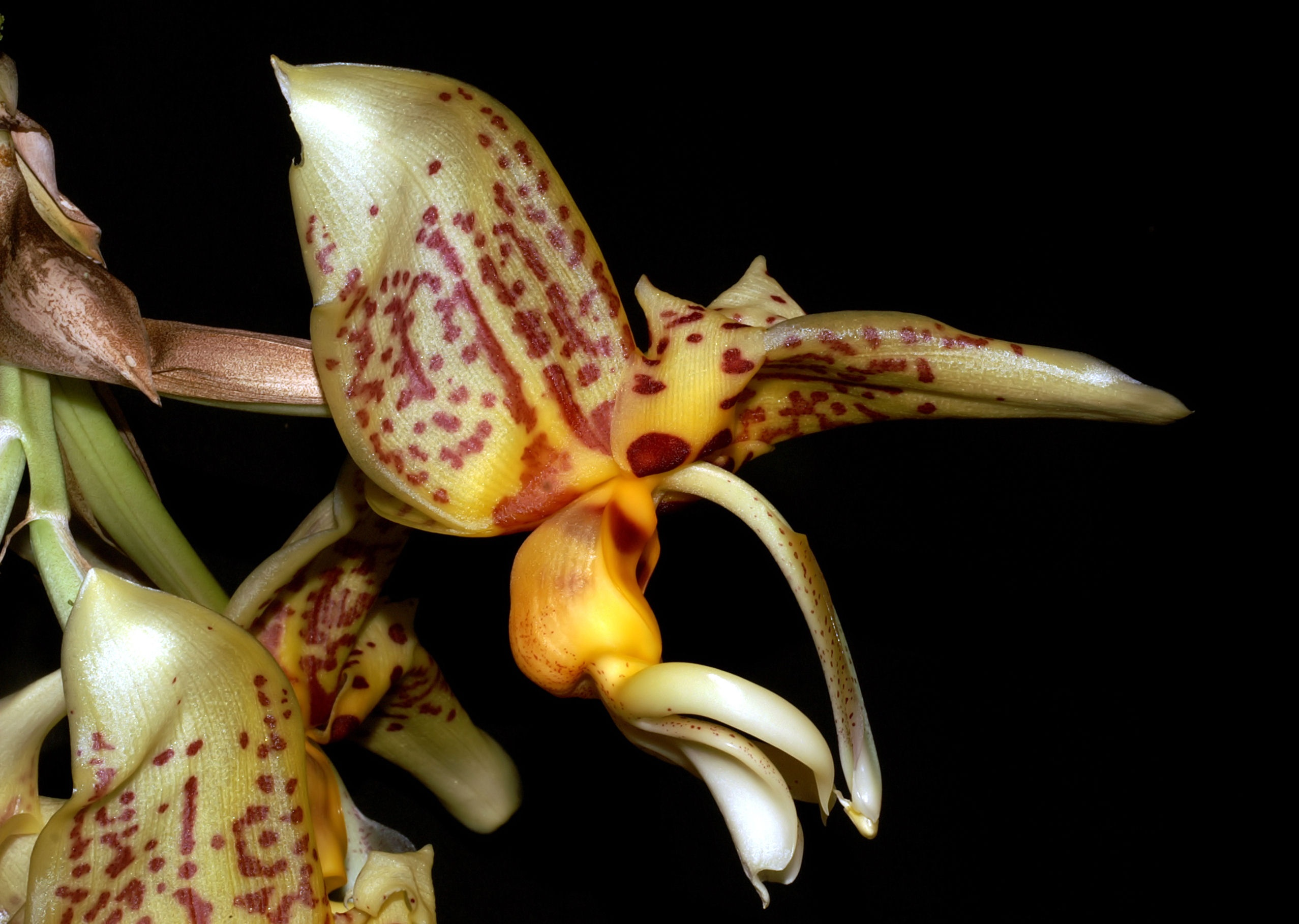
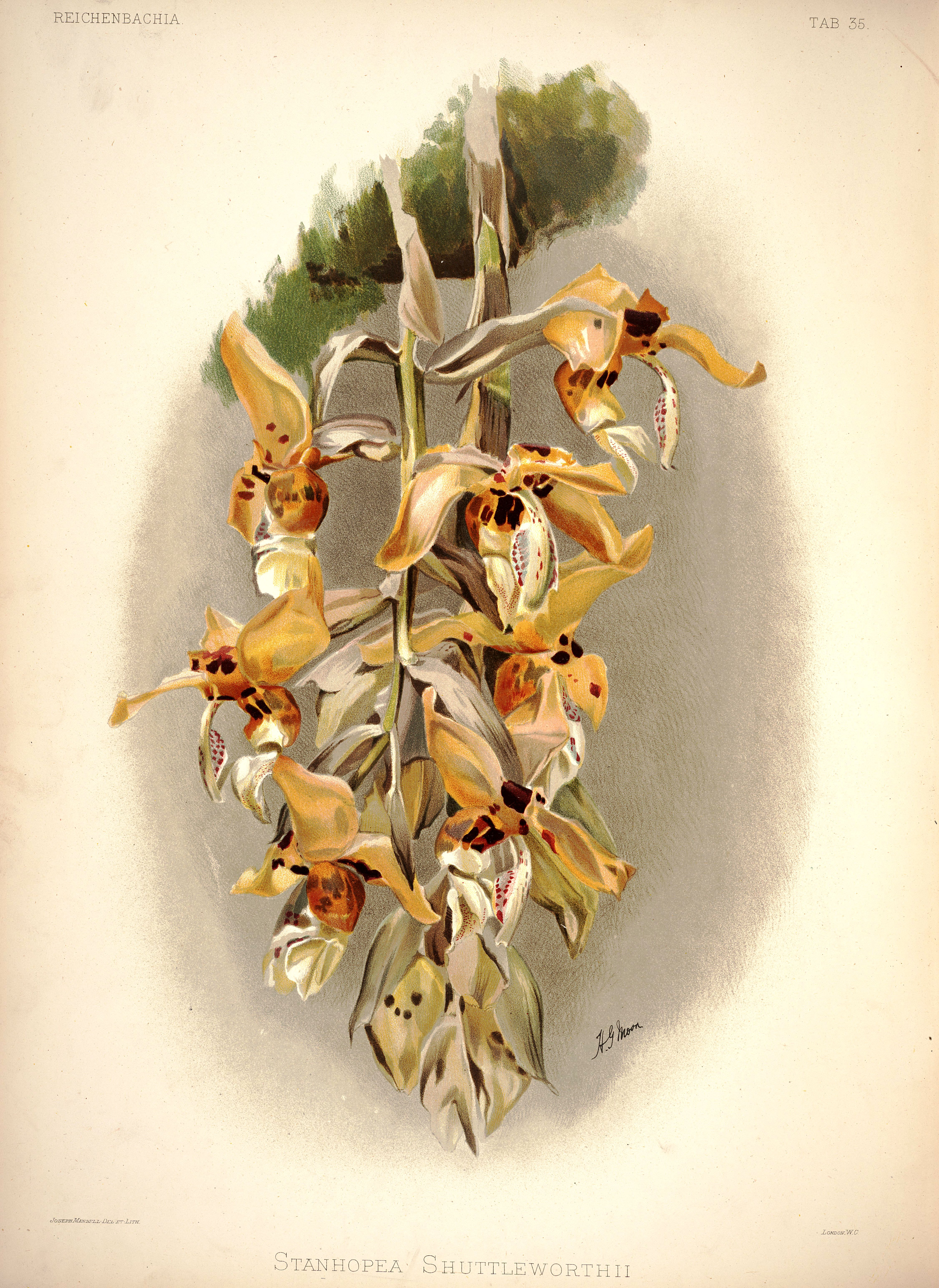